# Karim Khakzar

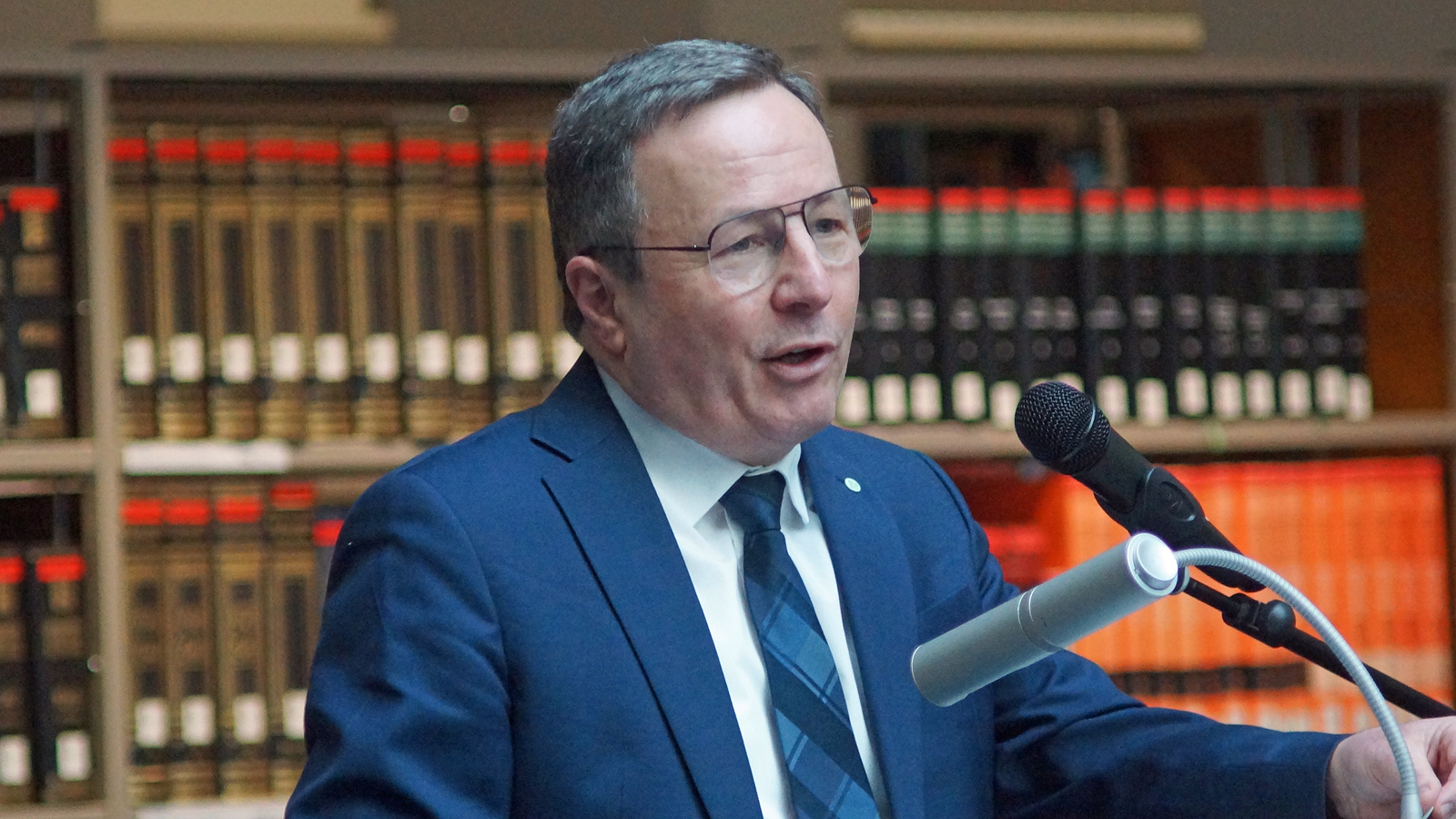
Karim Khakzar (2023)

Karim Khakzar (* 1960 in Stuttgart) ist ein deutscher Hochschulprofessor und Elektrotechniker und seit Dezember 2008 Präsident der Hochschule Fulda.

## Leben
Khakzar lebt und arbeitet in Fulda. Er studierte Elektrotechnik an der Universität Stuttgart und schloss dieses Studium 1986 als Diplom-Ingenieur ab. 1991 promovierte er zum Dr.-Ing. am Institut für Netzwerk- und Systemtheorie der Universität Stuttgart. Zwischen 1991 und 1996 arbeitete er in Stuttgart und Brüssel für Alcatel, bevor er im September 1996 Professor im Fachbereich Angewandte Informatik an der Hochschule Fulda wurde. Von 2000 bis 2004 war er Studiengangsleiter des internationalen Master-Studiengangs Elektronik Business. Vom September 2003 bis August 2004 war er Dekan des Fachbereichs und ist seit Dezember 2008 Präsident der HS Fulda, nachdem er zuvor schon Vizepräsident war (2004–2008).
Außerhalb der Hochschule war er von 1998 bis 2004 wissenschaftlicher Leiter des Instituts für digitale Medien und Kommunikation GmbH. Von 2013 bis 2015 war er Vorsitzender der Konferenz Hessischer Fachhochschulpräsidien. Seit 2016 ist er Mitglied der Arbeitsgruppe Kooperative Promotion in der HRK und seit 2016 HRK-Vizepräsident für Schnittstellen im Hochschulsystem. Im Jahre 2018 wurde Khakzar von der Wochenzeitung Die Zeit und CHE als „Hochschulmanager des Jahres“ ausgezeichnet.